# Владимир Гаджев (футболист)
Вижте пояснителната страница за други личности с името Владимир Гаджев.
Владимир Гаджев е бивш български футболист, полузащитник. Известен е с головете си от далечна дистанция.

## Кариера

### Панатинайкос
Продукт на школата на „Левски“ София, през лятото на 2004 г., на възраст от 17 години, Гаджев се присъединява към гръцкия отбор „Панатинайкос“, но не успява да пробие в първия отбор и в крайна сметка бива даден под наем на няколко пъти. През сезон 2006/2007 играе под наем в отбора на „Ливадиакос“. Следващия сезон отново е преотстъпен, но този път в отбора на ОФИ Крит.

### Левски София
На 4 юли 2008 г., „Левски“ взима Владо Гаджев под наем за целия сезон. Той прави дебюта си в А Група при загуба с 1 – 0 срещу Вихрен Сандански на 9 август. Той вкарва първия си гол за „Левски“ на 27 август, вкарвайки изравнителен гол за 1 – 1 в гостуването на БАТЕ Борисов в третия квалификационен кръг на Шампионска лига през сезон 2008/09. Гаджев играе редовно в първия си сезон, което прави 23 участия в лигата и печели първата си титла в Група А в края на сезона 2008 – 09. На 31 май 2009 г., в предпоследния мач от кампанията срещу „Миньор“ Перник, Гаджев вкара първия си гол в лига за „Левски“, за да осигури равенството 1 – 1 и титлата за клуба.
На 7 юли 2009 г., Гаджев подписва постоянен договор с „Левски“ за неназована сума. Една седмица по-късно, той вкарва първия си гол за сезона 2009 – 10, бележейки четвъртият в победата с 4 – 0 над „Сант Юлия“ във втория квалификационен кръг на Шампионската лига на стадион „Георги Аспарухов“. На 1 август, Гаджев влиза като резерва в мача за Суперкупата на България срещу „Литекс“. В края на мача той получава много тежка контузия. Диагностициран е с разкъсани коленни сухожилия. Поради това, той пропуска първата част от сезона. Въпреки това, през януари 2010 г. става ясно, че Гаджев е възстановен от контузията. Той прави своето завръщане за Левски на 16 март 2010 г., като играе в продължение на 60 минути, като капитан при равенството 2 – 2 на резервния отбор срещу „Литекс“. На 20 март, Гаджев се включва като смяна при победата с 3 – 0 над „Славия“ в А група. На 2 май 2010 г., той отбелязва изравнителен гол за 1 – 1 при равенство с Черно море.
На 28 юли 2011 г., Гаджев вкарва гол, с който изравнява резултата срещу „Спартак“ Търнава в Лига Европа, а след това „Левски“ печели мача с краен резултат 2 – 1. На 21 ноември 2011 г., той подписва контракт за две години, който ще го държи в Левски до 2014 г. На 17 март 2013 г., Гаджев изиграва стотния си мач за Левски в А Група при 0 – 0 с Монтана.
На 23 май 2014 г., Гаджев обявява, че ще напусне Левски. На 1 юли, обаче, той отново подписва нов едногодишен договор с Левски. Няколко дни по-късно, Гаджев е лишен от капитанската лента от новия мениджър Пепе Мурсия. След напускането на Валери Божинов през август, той отново получава лентата.
На 7 януари 2016 той е подписва предварителен договор с руския отбор ФК Кубан Краснодар, но 2 седмици по-късно договорът му е отменен поради несигурното финансово положение в клуба.

### Ковънтри Сити
На 24 март 2016 г., след успешен пробен период, Гаджев подписва договор с английския клуб Ковънтри Сити до юни 2017 г. Той вкарва първия си гол за Ковънтри при победата с 3 – 2 срещу Портсмут в мач за Купата на лигата на 9 август 2016 г. Записва общо 24 официални мача и 2 гола за отбора, след което е освободен.

### Берое (Стара Загора)
На 10 октомври 2018 г. Гаджев се присъединява към българския тим като свободен агент.

## Национален отбор на България
Гаджев прави своя международен дебют на 17 ноември 2010 г. в приятелски мач срещу Сърбия. Влиза като смяна в 65-ата минута. Въпреки това, България губи мача с резултат 0 – 1. Той вкарва първия си гол за страната при успеха с 2 – 1 над Беларус след точен удар с глава.